# 本週
《本週》（英語：This Week）是美國ABC新聞製作的於每週日早晨播出的政論節目，播出時間是每週日9:00 - 10:00（東部標準時間，各地播出時間不同）。《本週》於1981年開始播出，第一任主持人是前NBC主播David Brinkley。1996年，Brinkley辭職，也使得《本週》在週日早晨的政論節目戰場上收視不敵《與媒體見面》。現在《本週》的主持人是喬治·斯蒂芬諾伯羅斯。節目的前半部分是對政治家的訪談，後半部分則是左右兩派政治家的辯論。

## 外部連結
- ABC News: This Week （页面存档备份，存于）